# Larentia stenotaenia
Larentia stenotaenia là một loài bướm đêm trong họ Geometridae.